# Casti (Muntogna da Schons)
Casti è una frazione del comune svizzero di Muntogna da Schons, nella regione Viamala (Canton Grigioni).

## Geografia fisica
Casti si trova nello Schamserberg (toponimo tedesco; in romancio Muntogna da Schons), il versante sinistro dello Schams lungo il Reno Posteriore.

## Storia

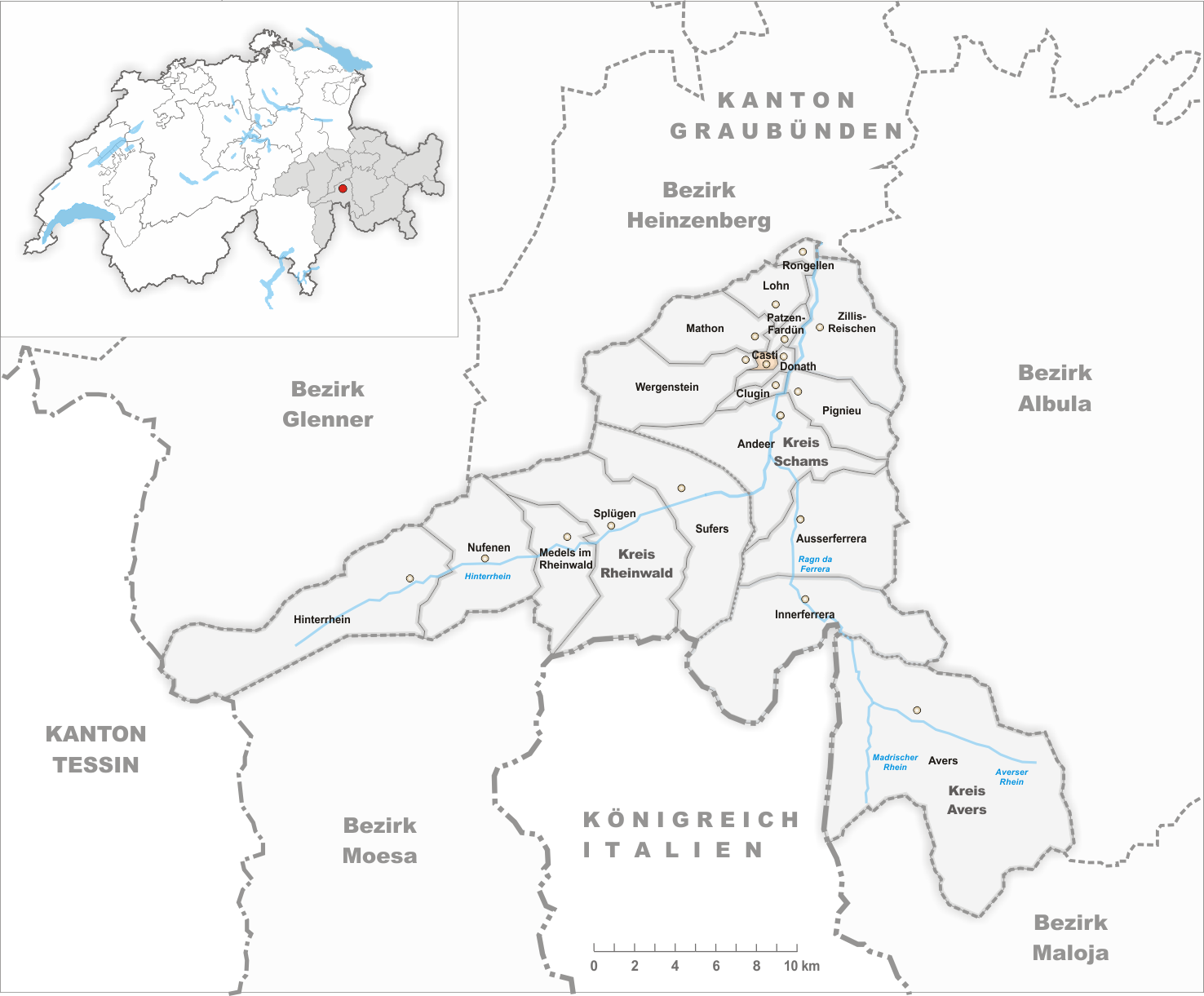
Il territorio del comune di Casti prima degli accorpamenti comunali del 1923

Già comune autonomo, nel 1923 è stato accorpato all'altro comune soppresso di Wergenstein per formare il nuovo comune di Casti-Wergenstein, il quale a sua volta il 1º gennaio 2021 è stato accorpato agli altri comuni soppressi di Donat, Lohn e Mathon per formare il nuovo comune di Muntogna da Schons.

## Monumenti e luoghi d'interesse
- Chiesa riformata, eretta nel XII secolo[1].

## Società

### Evoluzione demografica
L'evoluzione demografica è riportata nella seguente tabella:
Abitanti censiti

### Lingue e dialetti
Già paese di lingua romancia, è stato parzialmente germanizzato: nel 1860 parlava romancio il 100% della popolazione, nel 1980 l'80%, nel 2000 il 55%.

## Economia
L'economia locale trae impulso principalmente dall'allevamento e dall'apicoltura.